# Noémi Pásztor
Dans le nom hongrois Pásztor Noémi, le nom de famille précède le prénom, mais cet article utilise l’ordre habituel en français Noémi Pásztor, où le prénom précède le nom.
Noémi Pásztor, née le 2 avril 1999 à Szombathely, est une handballeuse hongroise évoluant au poste de pivot.

## Palmarès

### Sélection nationale

#### autres
- vainqueur du championnat du monde junior en 2018
- troisième du championnat d'Europe junior en 2017[1] (initialement quatrième, la Hongrie récupère la troisième place après déclassement du finaliste russe[2])
- troisième du championnat d'Europe jeunes en 2015[3]

### Distinctions individuelles
- élue meilleure pivot du championnat du monde junior 2018[4]
- élue meilleure pivot du championnat d'Europe jeunes 2015[5]